# Le Décaméron (série télévisée)
Le Décaméron (The Decameron) est une série télévisée américaine de comédie noire médiévale en huit épisodes d'environ 55 minutes créée par Kathleen Jordan et mise en ligne le 25 juillet 2024 sur Netflix.
Il s'agit d'une adaptation libre du recueil de nouvelles du XIVe siècle, Le Décaméron, de l'écrivain florentin Boccace.

## Synopsis
En 1348, en pleine Peste noire, plusieurs aristocrates de Florence fuient l'épidémie en répondant à l'invitation d'un noble d'aller passer du temps dans sa villa à la campagne.

## Distribution
Sauf indication contraire, les informations mentionnées dans cette section peuvent être confirmées par les bases de données cinématographiques IMDb et Allociné,  présentes dans la section « Liens externes ».

### Acteurs principaux
- Zosia Mamet (VF : Audrey Sourdive) : Pampinea, une noble pourrie gâtée
- Saoirse-Monica Jackson (VF : Camille Donda) : Misia, la servante de Pampinea
- Tanya Reynolds (VF : Diane Kristanek) : Licisca, la servante de Filomena
- Amar Chadha-Patel (en) (VF : Igor Chometowski) : Dioneo, le docteur de Tindaro
- Leila Farzad (en) (VF : Charlotte Juniere) : Stratilia, une des domestiques de la villa
- Lou Gala (VF : elle-même) : Neifile, la pieuse épouse catholique de Panfilo
- Karan Gill (VF : Rémi Caillebot) : Panfilo, un noble marié à Neifile
- Tony Hale (VF : Nessym Guetat) : Sirisco, l'intendant de la villa de Leonardo
- Douggie McMeekin (VF : Romain Altché) : Tindaro, un noble hypocondriaque passionné d'histoire romaine
- Jessica Plummer (VF : Amélia Ewu) : Filomena, une noble pourrie gâtée

### Acteurs secondaires
- Alfredo Pea : Calandrino, un servant de la villa
- Giampiero de Concilio (VF : Stanislas Forlani) : Andreoli, un messager
- Fares Fares (VF : Mathieu Buscatto) : Ruggiero, un cousin du vicomte
- Aston Wray (VF : Fanny Bloc) : Jacopo, le fils de Stratilia
- Tazmyn-May Gebbett : Parmena, l'amoureuse de Misia
- Reis Daniel : Stecchi, l'ami de Ruggiero
- Logan Wong (VF : Éric Missoffe) : Bruno, l'ami de Ruggiero
- Davy Eduard King : Leonardo, le fiancé de Pampinea, propriétaire de la villa

Version française dirigée par Benoît Du Pac au studio Titra Film, d'après une adaptation des dialogues de Igor Conroux.
 Source et légende : version française (VF) sur RS Doublage et cartons des génériques de fin.

## Production
En août 2022, Netflix a annoncé avoir commandé une série télévisée vaguement inspirée des nouvelles du XIVe siècle de « Le Décaméron » de Giovanni Boccaccio. La série a été créée par la showrunner Kathleen Jordan, et Jenji Kohan en serait la productrice exécutive avec Jordan. Michael Uppendahl (en) devait réaliser quatre des huit épisodes.
La pré-production de la série a commencé fin 2022. Le tournage a débuté le 10 janvier 2023 et se poursuivit jusqu'en juin. Le tournage à Rome a eu lieu aux studios Cinecittà, où les intérieurs de la Villa Santa ont occupé le théâtre 5, avec des parties supplémentaires de la villa utilisant les théâtres 4 et 11. Des tournages supplémentaires sur place ont également eu lieu dans des lieux tout au long du province de Viterbo, comme les jardins de Castello Ruspoli (en) et le fait que le quartier de San Pellegrino serve de Florence du XIVe siècle en recouvrant et en cachant les bâtiments modernes des éléments tels que des gouttières, des câbles, des fenêtres et des conduits de fumée.

## Épisodes
Composée de huit épisodes, la série a été mise en ligne le 25 juillet 2024.
1. La Campagne enchanteresse et non contaminée (The Beautiful, Not-Infected Countryside)
2. Une atmosphère de vacances (Holiday State of Mind)
3. Par Homère, c'est une couronne de laurier! (By Homer, It's a Winner's Wreath!)
4. L'ambiance est gâchée (The Mood is Soiled)
5. L'Échange (Switcheroo)
6. Tout près (A Stony Brook Away)
7. C'est affreux, et tu ne t'en remettras jamais (This is Awful, And You'll Never Recover)
8. Assez pleuré (We've Had a Good Cry)